# Sten Feldreich
Sten Erik Feldreich, född 24 juli 1955 i Katarina församling i Stockholm, är en svensk journalist och före detta basketspelare i Alviks BK 1977-1986, men började karriären i SK Riga i Stockholm. 
Den 210 centimeter långa centern Sten Feldreich har framgångsrikt spelat i svenska landslaget, där han debuterade 1975 och har gjort 190 landskamper och 2 064 poäng.
Han var med i det svenska laget som deltog i OS 1980 i Moskva. Han är medlem nummer 79 av Svenska Idrottsakademin.
Feldreich är idag frilansjournalist. Han är även skrivlärare på Poppius journalistskola. Tidigare var han redaktör för Riksidrottsförbundets tidning Svensk Idrott. Har också ett förflutet på bland annat Svenska Dagbladet, Dagens Nyheter och informationsbyrån BNL.
Feldreich lånar ut sin röst i ljudböcker, bland annat till Sherwoodskogens alla karaktärer på ljudboken Robin Hood av Howard Pyle.
Sten Feldreich är son till Bengt Feldreich av släkten Feldreich.